# Ярилгацьке газове родовище
Ярилгацьке газове родовище — належить до Причорноморсько-Кримської нафтогазоносної області, Південний нафтогазоносний регіон України. 

## Опис
Розташоване в Чорноморському районі Криму. Приурочене до півн. зони складок Тарханкутського півострова  у центральній частині Каркінітсько-Північно-Кримського прогину. Підняття виявлене 1957-58 рр. Структура — субширотна асиметрична антикліналь 6,0х1,5 км висотою до 20 м. Розвідане в 1960-82 рр. Перший приплив газу одержано з майкопських утворень в інтервалі 217-220 м. Промислові припливи одержано в трьох свердловинах: Бакальській-2, Міжводненській-4 та Ярилгацькій-2. Поклад газу неповнопластовий, склепінчастий. Газоносні пісковики і алевроліти на глибинах 211-250 м. Колектор теригенний поровий. Доцільно використати для місцевих потреб. Запаси газу початкові видобувні категорій А+В+С1 — 98 млн м³.